# Bahnstrecke Viersen–Venlo
| |                                    |                                      |                                      |
| Streckennummer (DB): | 2510                               |                                      |                                      |
| Kursbuchstrecke (DB): | 485                                |                                      |                                      |
| Kursbuchstrecke: | 246 (Viersen–Kaldenkirchen 1946)   |                                      |                                      |
| Streckenlänge: | 23,4 km                            |                                      |                                      |
| Spurweite: | 1435 mm (Normalspur)               |                                      |                                      |
| Stromsystem: | 15 kV 16,7 Hz ~                    |                                      |                                      |
| Streckengeschwindigkeit: | 120 km/h                           |                                      |                                      |
| Zweigleisigkeit: | Viersen–Dülken Kaldenkirchen–Venlo |                                      |                                      |
| |                                    |                                      |                                      |
| \| \| \| von Mönchengladbach \| \| \| \| −0,418 \| Viersen (ehem. Viersen RhE) \| Viersen (ehem. Viersen RhE) \| \| \| \| von Mönchengladbach \| \| \| \| 0,000 \| Viersen BME \| Viersen BME \| \| \| \| nach Krefeld \| \| \| \| 4,990 \| Dülken (Hp Üst, ehem. Bf) \| Dülken (Hp Üst, ehem. Bf) \| \| \| \| nach Brüggen \| \| \| \| 9,797 \| Boisheim \| Boisheim \| \| \| 13,046 \| Breyell \| Breyell \| \| \| \| von Kempen \| \| \| \| 17,635 \| Kaldenkirchen \| Kaldenkirchen \| \| \| \| Kleinbahn Kaldenkirchen–Brüggen \| \| \| \| 18,300 \| Kaldenkirchen Gbf \| Kaldenkirchen Gbf \| \| \| 19,344 0,000 \| Staatsgrenze Deutschland–Niederlande \| Staatsgrenze Deutschland–Niederlande \| \| \| \| von Maastricht \| \| \| \| 2,900 \| Venlo \| Venlo \| \| \| \| nach Haltern am See \| \| \| \| \| nach Eindhoven \| \| \| \| \| \| \| \| Quellen: [1][2] \| \| \| \| |                                    |                                      |                                      |
| Strecke |                                    | von Mönchengladbach                  | von Mönchengladbach                  |
| Bahnhof | −0,418                             | Viersen (ehem. Viersen RhE)          | Viersen (ehem. Viersen RhE)          |
| Abzweig geradeaus und ehemals von links |                                    | von Mönchengladbach                  | von Mönchengladbach                  |
| ehemaliger Bahnhof | 0,000                              | Viersen BME                          | Viersen BME                          |
| Abzweig geradeaus und nach rechts |                                    | nach Krefeld                         | nach Krefeld                         |
| Haltepunkt / Haltestelle | 4,990                              | Dülken (Hp Üst, ehem. Bf)            | Dülken (Hp Üst, ehem. Bf)            |
| Abzweig geradeaus und ehemals nach links |                                    | nach Brüggen                         | nach Brüggen                         |
| Bahnhof | 9,797                              | Boisheim                             | Boisheim                             |
| Bahnhof | 13,046                             | Breyell                              | Breyell                              |
| Abzweig geradeaus und ehemals von rechts |                                    | von Kempen                           | von Kempen                           |
| Bahnhof | 17,635                             | Kaldenkirchen                        | Kaldenkirchen                        |
| Abzweig geradeaus und ehemals nach links |                                    | Kleinbahn Kaldenkirchen–Brüggen      | Kleinbahn Kaldenkirchen–Brüggen      |
| ehemaliger Dienststation / Betriebs- oder Güterbahnhof | 18,300                             | Kaldenkirchen Gbf                    | Kaldenkirchen Gbf                    |
| Grenze | 19,344 0,000                       | Staatsgrenze Deutschland–Niederlande | Staatsgrenze Deutschland–Niederlande |
| Abzweig geradeaus und von links |                                    | von Maastricht                       | von Maastricht                       |
| Bahnhof | 2,900                              | Venlo                                | Venlo                                |
| Abzweig geradeaus und ehemals nach rechts |                                    | nach Haltern am See                  | nach Haltern am See                  |
| Strecke |                                    | nach Eindhoven                       | nach Eindhoven                       |
| |                                    |                                      |                                      |
| Quellen: |                                    |                                      |                                      |

Die Bahnstrecke Viersen–Venlo ist eine elektrifizierte Hauptbahn in Deutschland und den Niederlanden. Sie führt von Viersen über Kaldenkirchen nach Venlo. Der Abschnitt zwischen Viersen und Kaldenkirchen wurde im Dezember 2018 für überlastet erklärt.

## Geschichte
Gebaut wurde die Bahnstrecke von der Bergisch-Märkischen Eisenbahn-Gesellschaft (BME) im Anschluss an ihre Bahnstrecke Duisburg-Ruhrort–Mönchengladbach, die sie am 1. Januar 1866 zusammen mit der Ruhrort-Crefeld-Kreis Gladbacher Eisenbahn-Gesellschaft übernommen hatte.
Das erste Teilstück von Viersen nach Kaldenkirchen wurde am 29. Januar 1866 dem Verkehr übergeben, am 29. Oktober 1866 folgte der zweite Streckenabschnitt von Kaldenkirchen nach Venlo.
Parallel zu diesem Teil baute die Rheinische Eisenbahn-Gesellschaft (RhE) ihre eigene Strecke von Kempen über Kaldenkirchen nach Venlo, die sie am 23. Dezember 1867 eröffnete. Deren Streckengleis zwischen Kaldenkirchen und Venlo dient seit Stilllegung der rheinischen Strecke als reguläres zweites Gleis der märkischen Strecke. Zwischen Dülken und Kaldenkirchen ist die Strecke auf einer Länge von rund 12 Kilometern nur eingleisig.
Am 22. Mai 1968 wurde auf kompletter Länge der Strecke die Installation der Oberleitung abgeschlossen.
Die Strecke wurde früher auch im internationalen Fernverkehr genutzt, unter anderem ab 1901 vom Durchgangszug (D) Basel–Hoek van Holland und später vom Rheingold.

## Ausbaupläne
Nördlich des Bahnhofs Viersen besteht derzeit keine direkte Gleisverbindung zwischen der Strecke Viersen–Venlo und der Bahnstrecke Duisburg-Ruhrort–Mönchengladbach von und nach Krefeld. Züge aus den Niederlanden auf dem Weg in das Ruhrgebiet über Krefeld oder umgekehrt müssen daher in Viersen Kopf machen. Für eine Verbindungskurve, die sogenannte Viersener Kurve, existiert zwar bereits eine Bahnplantrasse, auf der ein Baubann liegt (d. h. dort darf nur eine Eisenbahnstrecke gebaut werden) und deren Fläche zu ca. 70 % Eigentum der Stadt Viersen ist. Der Bau der Verbindungskurve wurde bereits Ende des 20. Jahrhunderts diskutiert. Ziel war auch die Verbesserung der Anbindung des Neusser Hafens. Die Pläne wurden jedoch bislang nicht umgesetzt, hierbei spielte auch die Ablehnung einiger Politiker und Anwohner aus Gründen des Lärmschutzes eine Rolle. Im März 2018 beschloss der Rat der Stadt Viersen nach der Aufnahme des Streckenausbaus einschließlich der Viersener Kurve in den vordringlichen Bedarf des Bundesverkehrswegeplans und nach einer Machbarkeitsstudie zum Eisernen Rhein mit einer positiven Bewertung der Streckenführung über Viersen die Einrichtung eines Arbeitskreises zur Viersener Kurve, der die Sammlung und Aufbereitung der wesentlichen Informationen koordinieren und sie im Arbeitskreis vorstellen soll. Bis zur COVID-19-Pandemie in Deutschland tagte der Arbeitskreis in fünf öffentlichen Sitzungen.
Seit 1919 gibt es immer wieder die Forderung, die Bahnstrecke auf ganzer Länge zweigleisig auszubauen, ebenso von Venlo über Eindhoven und Tilburg nach Breda (und weiter nach Rotterdam bzw. London). Der Versailler Vertrag untersagte dies ausdrücklich, weil Frankreich keine neuen direkten Ost-West-Verbindungen duldete. Auch nach dem Zweiten Weltkrieg unterblieb der Ausbau bis heute.

### Ausbaudiskussion bis 2015
Seit Herbst 2012 fordern die IHK Düsseldorf und die niederländische Großstadt Eindhoven den zweigleisigen Ausbau des eingleisigen Abschnitts und damit eine durchgehende West-Ost-Verbindung nach Düsseldorf über Mönchengladbach. Damit wären Noord-Brabant und der mittlere Teil Limburgs mit einer Schnellverbindung an Düsseldorf angeschlossen. Gerade der Flughafen Düsseldorf sei ein bestechender Grund dafür.
Es gab, auch im Zuge der Diskussionen um den Eisernen Rhein und die Viersener Verbindungskurve, oft Überlegungen, das zweite Gleis zu bauen. Im Juli 2011 hieß es, der Ausbau sei „in weiter Ferne“. Die Rheinische Post kommentierte:

„Es gibt am Niederrhein einen Streckenabschnitt, der seit Jahrzehnten mit vergleichsweise wenig Geld einen enormen (volks-)wirtschaftlichen Ertrag einbrächte. Der Ausbau der Strecke Kaldenkirchen – Venlo brächte mehr Güter und mehr Personen auf die Schiene und förderte sowohl den Fern- als auch den Nahverkehr. Es ist unbegreiflich, dass weder in Düsseldorf noch in Berlin jemand wirkliches Interesse an dieser Investition zeigt. Der Niederrhein sinkt auf das Niveau eines Zonenrandgebietes ab, was den Bahnverkehr angeht.“

Im Oktober 2011 hat der Rat der Stadt Nettetal dazu eine Resolution verabschiedet, die vehement einen zweigleisigen Ausbau des bislang eingleisigen Engpasses zwischen Dülken und Kaldenkirchen fordert.
Im März 2012 plädierte der Viersener Bürgermeister Günter Thönnessen für einen Ausbau des Engpasses. Peter Ramsauer, damals Bundesverkehrsminister, stellte zu dieser Zeit den Bundesverkehrswegeplan 2015 auf. Vertreter aus dem Kreis Viersen, der Region Venlo und der Provinz Limburg sowie die Bundestagsabgeordneten Uwe Schummer, Günter Krings und Ansgar Heveling (alle CDU) sprachen deshalb im Februar 2012 mit Ramsauer.
Alexander Kirfel (Geschäftsführer Netzwerk Europäischer Eisenbahnen) schrieb den fehlenden 13 plus 3 Kilometern „verheerende[n] Folgen für die Kapazität der Strecke und die Betriebsqualität“ zu und wies 2012 darauf hin, dass es in Nordrhein-Westfalen über 20 überlastete Bahnabschnitte gibt (Tendenz steigend).
Eine im Januar 2013 präsentierte Studie des RoCK-Projekts kommt zu dem Schluss, dass ein zweigleisiger Ausbau rund 42 Millionen € kosten würde und einen Nutzen-Kosten-Faktor von 17,7 aufweisen würde. Unter anderem könnte der Ausbau eine Verlagerung von etwa 240.000 Personenkilometer/Tag und etwa 2,8 Millionen Tonnen/Jahr bewirken. Gleichzeitig würden sich die Fahrzeiten zwischen Eindhoven und Düsseldorf deutlich reduzieren.
Weiter südlich gibt es zwischen Rheydt und Odenkirchen auf der Bahnstrecke Rheydt–Köln-Ehrenfeld ebenfalls einen eingleisigen (aber mit drei Kilometern deutlich kürzeren) Engpass. Die Kosten für den Ausbau beider Abschnitte werden auf zusammen knapp 50 Millionen Euro beziffert.
Im März 2013 wurde bekannt, dass der nordrhein-westfälische Verkehrsminister Michael Groschek den Engpass zwischen Dülken und Kaldenkirchen für den Bundesverkehrswegeplan 2015 anmelden will.
Laut einer Pressemeldung vom September 2013 bezeichnete Enak Ferlemann, Parlamentarischer Staatssekretär beim Bundesminister für Verkehr, die Beseitigung dieses Engpasses als „sehr sinnfällig“.

### Vorplanung 2016
Im Januar 2016 präsentierten die am RoCK-Projekt beteiligten Kommunen die Vorplanung der Baumaßnahmen. Nun wurden – wegen gestiegener Kosten für Lärmschutz, Oberleitungsbau, Kabelkanäle und wegen Inflation – Kosten in Höhe von 105 Mio. Euro und ein Kosten-Nutzenfaktor von 7,9 genannt. Die Baumaßnahmen sollen drei bis vier Jahre dauern und Naturräume nur sehr gering beeinträchtigen. Die Vorplanung wurde an das Bundesverkehrsministerium übersandt, so dass sie in dem noch nicht fertiggestellten Bundesverkehrswegeplan 2030 berücksichtigt werden kann. Um den Bau zu beschleunigen, wurden auch alternative Finanzierungsmodelle in Betracht gezogen.

### Stand September 2016
Am 22. September 2016 beschäftigte sich der Bundestag in erster Lesung mit dem Bundesverkehrswegeplan 2030. Darin sind der zweigleisige Ausbau der Bahnstrecke zwischen Dülken, Kaldenkirchen und Venlo und die Viersener Kurve als Projekt im potenziellen Bedarf auf Platz 9 vorgerückt. Die gemeinsame Realisierung der beiden Maßnahmen ist jedoch umstritten. Die IHK unterstützt den Ausbauplan; Landrat Andreas Coenen (CDU) und die Kreis-CDU lehnen die Viersener Kurve ab. Auch MdB Uwe Schummer (CDU) und MdB Udo Schiefner (SPD) forderten, die Projekte zu entkoppeln.

### Weitere Entwicklung der Ausbaupläne
Im Oktober 2017 wurde bekannt, dass die Strecke (zusammen mit dem noch eingleisigen Abschnitt zwischen Rheydt und Odenkirchen der Strecke Rheydt–Köln-Ehrenfeld) von der Bundesregierung nach eingehender Prüfung nun in den vordringlichen Bedarf aufgestuft wurde. Dadurch wird mit einer Realisierung des zu diesem Zeitpunkt mit 130 Millionen Euro bezifferten Projektes vor 2030 gerechnet. In einer Fußnote des Bundesverkehrswegeplans 2030 ist festgehalten, dass eine „stadtverträgliche umfahrende Alternative“ zur Viersener Kurve geprüft werden muss. Für das Bundesverkehrsministerium ist der Bau einer Verbindungskurve zwischen den Strecken nach Venlo und nach Krefeld Voraussetzung für einen zweigleisigen Ausbau zwischen Dülken und Kaldenkirchen. Die Gesamtkosten für den Ausbau einschließlich einer Verbindungskurve zur Strecke nach Krefeld wurden im Herbst 2018 mit 210 Millionen Euro beziffert, die Erweiterungsinvestitionen mit 149 Millionen Euro. Für das Nutzen-Kosten-Verhältnis des Projekts wurde ein Wert von 2,0 angegeben.
Die Strecke soll bis 2028 mit ETCS Level 2 ausgerüstet werden. Die Kapazität des überlasteten Schienenwegs soll damit nicht erhöht, gleichwohl die Betriebsqualität verbessert werden.

## Verkehr
Heute verkehrt im regulären Personenverkehr auf dieser Strecke nur noch der Regional-Express der Linie RE 13 (Maas-Wupper-Express) von Venlo nach Hamm, der an jedem Bahnhof der Strecke hält. Die Bedienung erfolgt im Stundentakt seit dem 13. Dezember 2009 planmäßig durch die Keolis Deutschland unter der Marke eurobahn. Keolis hat für 16 Jahre den Betrieb auf dem Maas-Wupper-Express übernommen und setzt auf dem gesamten Laufweg Elektrotriebzüge des Typs Flirt von Stadler Rail ein. Ergänzt wird das Angebot durch ein werktägliches Zugpaar des von DB Regio betriebenen RE 8, welches morgens von Kaldenkirchen über Mönchengladbach Hauptbahnhof nach Köln Messe/Deutz und am Nachmittag in Gegenrichtung verkehrt. In der Regel werden für dieses Zugpaar Triebzüge der Baureihe 1440 eingesetzt.
Bis 2009 befuhr die Tochter DB Regio NRW der Deutschen Bahn diese Strecke mit einem lokbespannten Wendezug aus Baureihe 111 und fünf n-Wagen.
Ab dem Fahrplanwechsel im Dezember 2026 wird der Regionalverkehr auf der Strecke von der START Deutschland GmbH übernommen, die für die Bedienung Triebzüge des Typs Stadler FLIRT 3XL einsetzten wird. Der Linienweg des RE13 soll dabei von Venlo nach Eindhoven verlängert werden.
Aufgrund zunächst fehlender Zulassungen der neuen Triebzüge durch die deutschen und niederländischen Zulassungsbehörden wurden Ersatzverkehre mit den beschriebenen DB-Garnituren zwischen Mönchengladbach und Venlo gefahren. Zwischenzeitlich pendelten die Flirt-Triebwagen auch nur bis nach Kaldenkirchen und wurden durch einen Kurzpendel aus Baureihe 111 mit drei n-Wagen von Kaldenkirchen nach Venlo ergänzt. Seit Ende Juli 2010 pendelten vierteilige Flirt-Züge zwischen Venlo und Mönchengladbach und zwischen Mönchengladbach und Hamm fünfteilige Flirt-Züge der eurobahn. Seit einigen Jahren fahren im Regelfall fünfteilige Züge, einige mit vierteiligen gekuppelt, durchgehend von Hamm bis nach Venlo.
Im NRW-Takt Zielnetz ist eine Wiederbelebung des 2002 eingestellten ehemaligen RE 8 zwischen Mönchengladbach und Venlo vorgesehen.
Die Strecke wird außerdem von zahlreichen Güterzügen zwischen Deutschland und den Niederlanden sowie Belgien genutzt. Sie war in unterschiedlichen Varianten Teil diskutierter Alternativrouten zum Eisernen Rhein, von denen sich jedoch keine durchsetzte. Insbesondere der Umstand, dass Züge ins Ruhrgebiet in Viersen ohne die Viersener Kurve die Fahrtrichtung wechseln müssen, spielte dabei eine Rolle.
Im Fernverkehr wird die Strecke gelegentlich als Umleitung der ICE-Züge zwischen den Niederlanden und Deutschland genutzt, wenn die Bahnstrecke Oberhausen–Arnheim gesperrt ist. In diesem Fall fahren die ICE von Utrecht über Eindhoven und Venlo nach Viersen und weiter über die Bahnstrecken Duisburg-Ruhrort–Mönchengladbach, Mönchengladbach–Aachen (bis Rheydt), Rheydt–Köln-Ehrenfeld und Aachen–Köln bis Köln Hauptbahnhof. Ab dort verkehren sie wieder auf dem regulären Linienweg. In diesem Fall halten die ICE im Bahnhof ’s-Hertogenbosch und am Mönchengladbacher Hauptbahnhof.